# NGC 3432
NGC 3432 је спирална галаксија у сазвежђу Мали лав која се налази на NGC листи објеката дубоког неба.
Деклинација објекта је + 36° 37' 8" а ректасцензија 10h 52m 31,0s. Привидна величина (магнитуда) објекта NGC 3432 износи 11,1 а фотографска магнитуда 11,7. Налази се на удаљености од 12,973 милиона парсека од Сунца. NGC 3432 је још познат и под ознакама UGC 5986, MCG 6-24-28, CGCG 184-30, ARP 206, VV 11, KUG 1049+368, PGC 32643.